# Alexander Graumüller

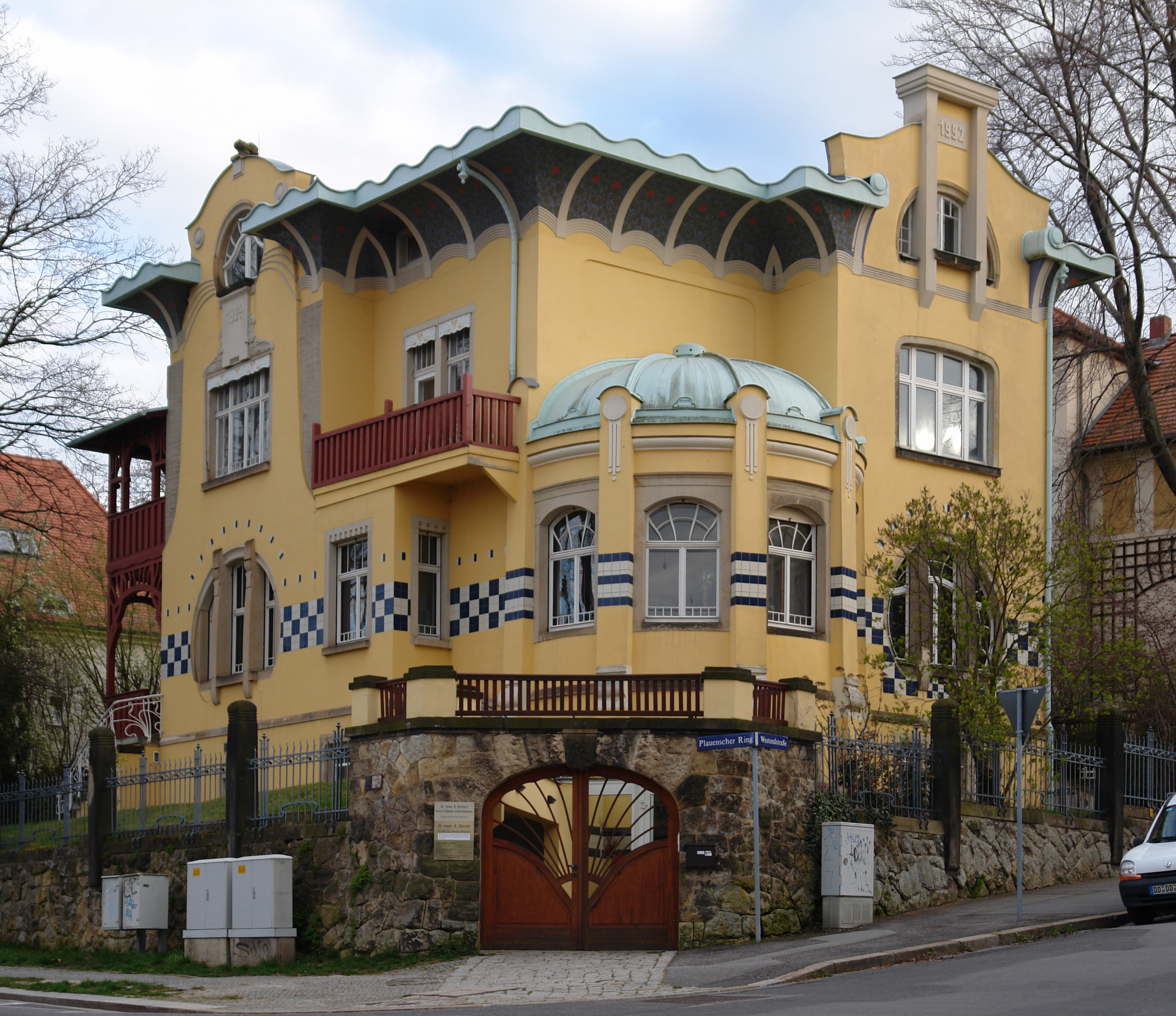
Villa Graumüller in Dresden (2008)

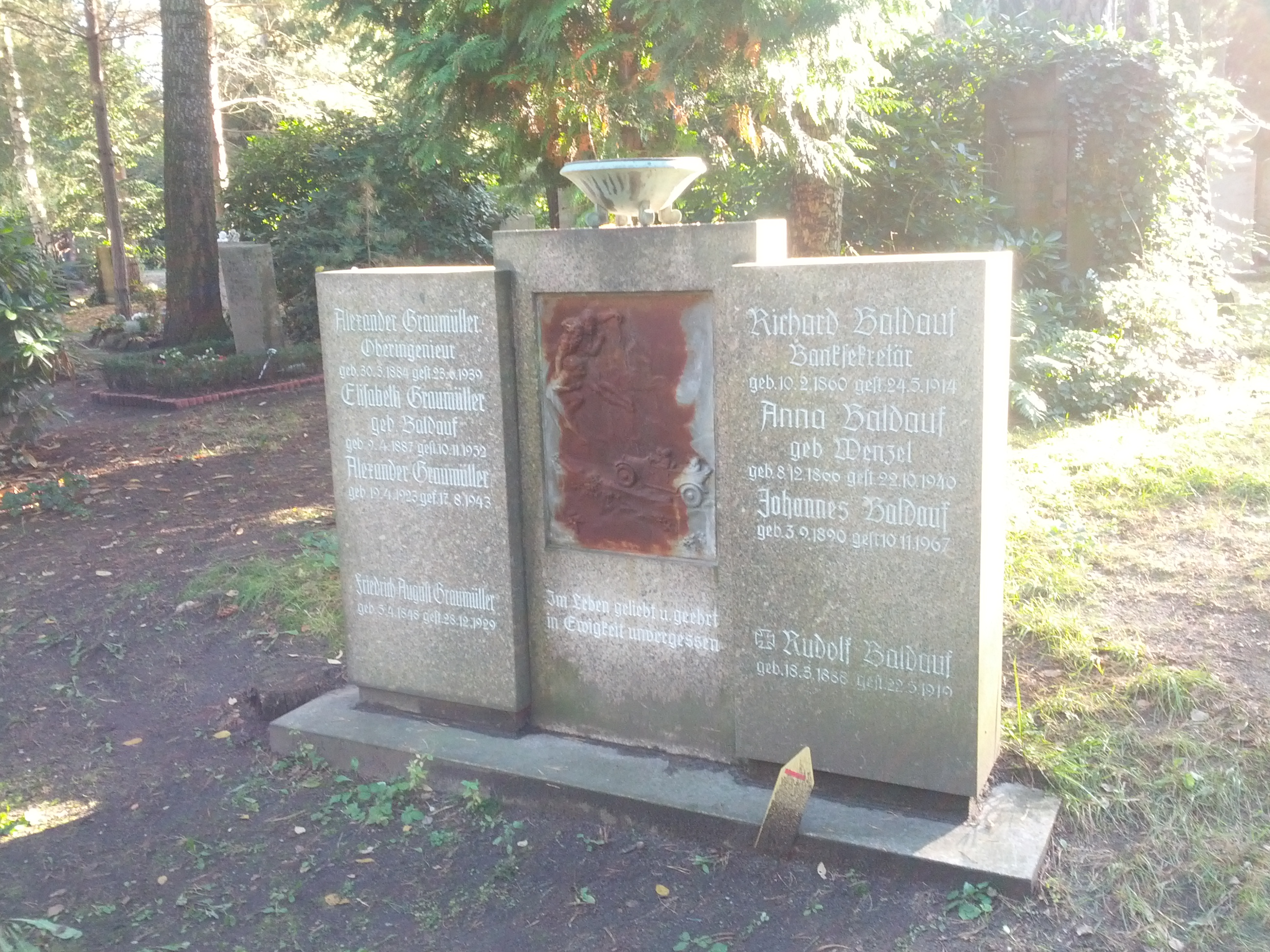
Grabmal auf dem Urnenhain Tolkewitz (2013)

Alexander Graumüller (* 30. März 1884 in Dresden; † 23. Juni 1939 ebenda) war ein deutscher Ingenieur, Unternehmer und Automobilrennfahrer.

## Leben und Wirken
Graumüller, ein Adoptivsohn des kaufmännischen Agenten Christian Friedrich August Graumüller, war u. a. 1908 Teilnehmer am Semmering-Bergrennen. 1913 und 1914 nahm er gemeinsam mit August Horch an der Alpenrallye mit einem Audi teil.
Bereits vor dem Ersten Weltkrieg war er gemeinsam mit seinem Geschäftspartner Colditz Eigentümer der Offenen Handelsgesellschaft Reparaturwerk „Automobillat“ Graumüller & Colditz. Nach dem Ersten Weltkrieg und dem Ausscheiden der Witwe Ida Colditz wurde diese Gesellschaft aufgelöst und Alexander Graumüller 1920 Alleininhaber eines Auto-Reparaturbetriebs mit Großtankstelle, Garagen, Lackiererei und Kundendienst in Dresden, Altenzeller Straße 3–7. Daneben betrieb er später das Haus der Sachsenwagen im Haus Ringstraße 15 in der Altstadt von Dresden, in der verschiedene Automobile aus sächsischer Produktion öffentlich ausgestellt waren.
Er war Generalvertreter für Audi in Dresden und bis zu seinem Tod Mitglied des Aufsichtsrats der Auto Union AG in Chemnitz.
1920 kaufte er für sich und seine Familie die Villa Westendstraße 21 in Dresden.
In der Zeit des Nationalsozialismus war Graumüller Gauführer des Deutschen Automobil-Clubs (DDAC).
Seine Tochter Lilo Graumüller gehörte zu den ersten weiblichen Rennfahrern. Sie ging u. a. 1930 mit einem DKW beim Hohnstein-Bergrennen an den Start.